# Opisthoxia caudata
Opisthoxia caudata är en fjärilsart som beskrevs av Paul Dognin 1911. Opisthoxia caudata ingår i släktet Opisthoxia och familjen mätare. Inga underarter finns listade i Catalogue of Life.